# Asado

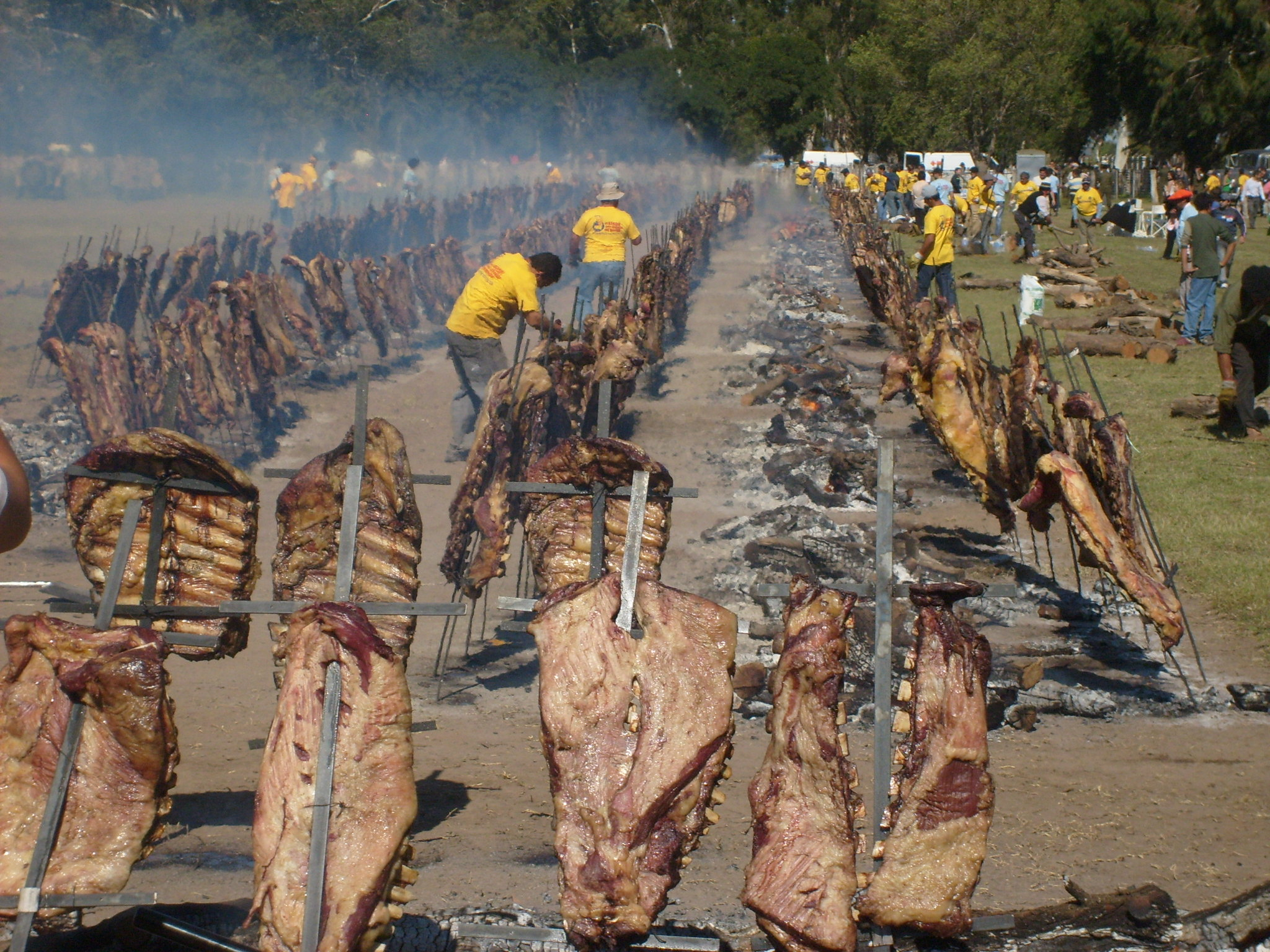
Asado in Patagonia, Argentina.

L'asado (arrostito in spagnolo) è un piatto tipico argentino a base di carne.

## Descrizione
Si tratta di una speciale preparazione alla brace, in quattro classiche modalità: 
- a la parrilla, su griglia orizzontale;
- al spiedo;[5]
- a la cruz, carne fissata verticalmente su un sostegno di ferro;[6]
- al chulengo, utilizzando una parrilla racchiusa, con la brace, in un contenitore metallico a forma di cilindro orizzontale chiamato chulengo; usato soprattutto nelle pampa.[7][8][9]

Altre versioni meno conosciute sono gli asado nei quali la carne viene cotta alla brace, in un pozzo scavato nella terra o in un forno di mattoni crudi: in questo caso i tagli di carne vengono cucinati molto lentamente, per una durata di almeno due ore a fuoco lento o moderato.
Tra le varietà di asado tradizionale argentino ne esiste una chiamata banderita (bandierina), poiché la carne è servita in fette, di circa 2 centimetri di larghezza e cucinata in modo speciale:
Guatia è asado di diversi tagli di carne, avvolto in pelle, che viene cotto sottoterra;
Meno frequente, ma molto apprezzato, è l'asado a la espada o arrosto alla spada, che assomiglia a un grosso spiedino. È anche tipico il pollo al espiedo, che si indora o rosola facendolo cuocere senza piume sulle fiamme e il pollo al disco. Le carni più utilizzate al disco sono il pollo, che viene cucinato direttamente insieme a verdure; anche dopo il pollo vi sono l'entraña (cioè il diaframma) e più spesso altri tagli ritenuti erroneamente meno pregiati, quali le sottopancia o spalla dove si preferiscono per fare al disco le parti più grasse.
Tipici dell'asado sono inoltre le interiora (entrañas o achuras), le salsicce chiamate chorizos e le salsicce di sangue dette morcillas.
Per esaltarne il sapore e la consistenza, la carne deve essere cotta lentamente, anche per ore.
Per la maggior parte della popolazione argentina è tradizione cucinare el asado de los domingo 
alternato con la raviolada o la tallarinada.

## I tagli di carne
L'asado utilizza specifici tagli di carne: 
- vacío, noce. Se ben cotto, si presenta sugoso e tenero.[16]
- tira de asado, striscia tagliata perpendicolarmente alle  costole con la sega elettrica, spessa 3 o 5 cm. Un classico argentino.
- costillar[17]
- entraña, muscolo del diaframma. Molto saporito e tenero. Sottile."
- colita de cuadril, spinacino o tasca di manzo"
- marucha, pancia
- eminence de lomo, lombo
- bife ancho (bistecca larga)
- ojo de bife (occhio di bistecca)[18]

Insaccati:
- chorizos (salsicce),
- morcillas (sanguinaccio),
- chorizos bombón (piccole salsicce),
- salchicha criolla

Frattaglie:
- chinchulines (intestini),
- molleja (animella)
- creadilla (testicoli)
- ubre (mammella)

Vegetali:
- zapallos (zucca)
- choclo (pannocchia di mais tenero).[19]

## Servizio
Terminata la cottura la carne viene tagliata se di grande pezzatura, e portata a tavola, spesso collocandola su una piccola griglia poggiata su una apposito vassoio rettangolare dotato di piedini, contenente un po' di brace per mantenere il calore, poggiato al centro della tavola. 
Assieme alla carne, perché ciascuno possa condirla a piacere, si serve il chimichurri, salsa ottenuta da una miscela di prezzemolo, origano, aglio, pimento, olio, aceto e sale.
Come accompagnamento si serve spesso insalata mista di verdure.